# Ярославский ликёро-водочный завод
Общество с ограниченной ответственностью «Ярославский ликёро-водочный завод» (ООО "ЯЛВЗ) — российский производитель крепких спиртных напитков. Расположен в центральной части Ярославля (улица Советская, 63). Основано 1 июля 1901 года.
Заводские здания — характерные образцы промышленной архитектуры начала XX века — признаны государством памятниками культурного наследия.

## История

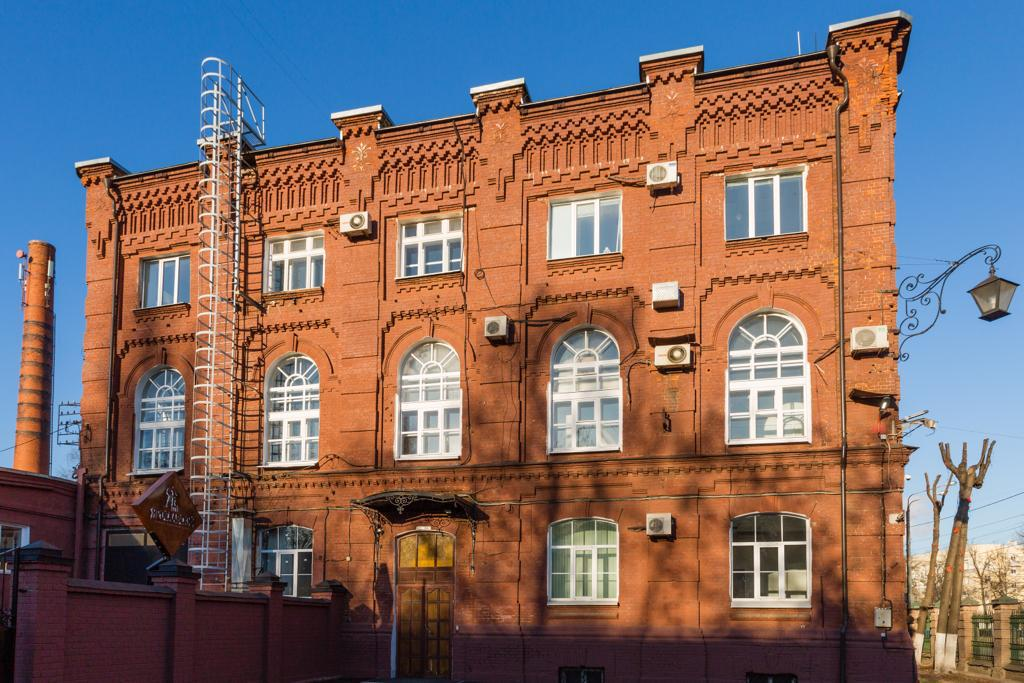

Основание завода связано с введением в Российской империи государственной винной монополии. Строительство начал статский советник Василий Николаевич Горяинов, закончило Товарищество Шубиной-Поздеевой и Сперанского.
В годы Великой Отечественной войны завод произвёл на 130 тысяч рублей «коктейля Молотова».
В советское время это был завод по очистке спирта, ректификационный завод, спиртоводочный комбинат. Завод традиционно лидировал среди региональных производителей алкоголя по объёмам продаж и ассортименту (на начало XXI века — около 50 наименований изделий). На мощностях завода с 2008 года также размещалось производство «Nemiroff Холдинг».
В 2015 году руководство предприятия было обвинено в неуплате налогов, лицензия на выпуск алкогольной продукции приостановлена, деятельность фактически прекращена.
В сентябре 2017 года, запустив линию по розливу воды, завод частично возобновил работу.
В 2018 году было принято решение о возрождении ООО «Ярославский ликеро-водочный завод», после чего началась масштабная реконструкция предприятия. Общий объём инвестиций в перезапуск 118-летнего Завода составил порядка 700 млн рублей.
С 2019 года полностью возобновил работу.

## Продукция

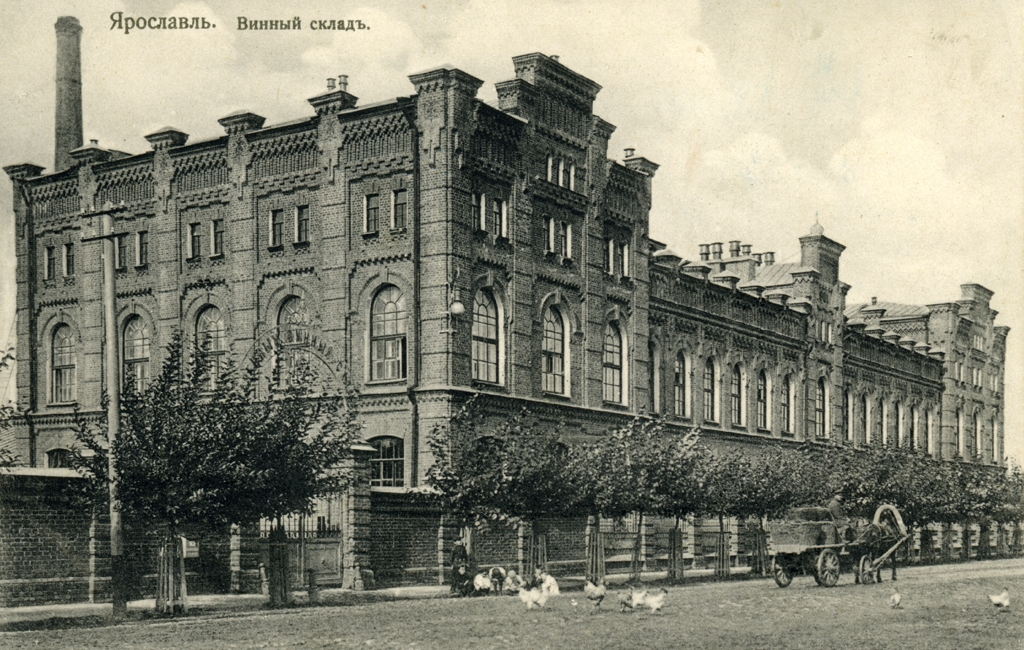
Завод в начале XX века

С 2019 года ассортиментный портфель компании включает в себя ключевые собственные бренды: водки «Ярославская» («Мягкая», «Хлебосольная», «Липовый цвет»), «Старый Ярославль» («Пшеничная», «Солодовая»), воды «Ярославская», настойки «Сливянка».

## Признание
- Лауреат Премии Правительства Российской Федерации в области качества (2006 год).